# 天定 (大理)
天定（てんてい）は、雲南に興った後理国の段興智の時代に使用された元号。1252年 - 1254年。詳細な考証については利正を参照。

## 西暦との対照表
| 天定 | 元年   | 2年    | 3年    |
| 西暦 | 1252年 | 1253年 | 1254年 |
| 干支 | 壬子   | 癸丑   | 甲寅   |